# Filip Petrušev
Filip Petrušev (em sérvio:  Филип Петрушев; Belgrado, 15 de abril de 2000) é um jogador de basquete sérvio.

## Início da carreira
Ele começou a jogar basquete nas categorias de base dos clubes sérvios Crvena zvezda e Partizan.
Em 2014, Petrušev, já com mais de 2,00 metros de altura, que tinha acabado de concluir o sétimo ano do ensino fundamental na Sérvia, assinou com o sistema juvenil do clube espanhol Saski Baskonia (Laboral Kutxa). Mudando-se de casa para Vitoria-Gasteiz, no País Basco, o jovem de quatorze anos começou a viver uma vida estruturada dentro do sistema juvenil do clube: residindo com outros jogadores estrangeiros da equipe juvenil em uma casa fornecida pelo clube com um cozinheiro, frequentando aulas escolares pela manhã e participando de sessões de treinamento de basquete à tarde. De acordo com os métodos de treinamento do clube, além dos treinos em equipe, ele passava muito tempo no trabalho individual diário — aprimorando o jogo de pés no poste e praticando o arremesso de gancho — com o técnico Iñaki Iriarte.
Depois de fazer parte da seleção nacional sub-16 da Sérvia para o Campeonato Europeu Sub-16 de 2016, onde apareceu ao lado dos jovens promissores Alen Smailagić, Dalibor Ilić e Marko Pecarski, Petrušev, de dezesseis anos, começou a jogar basquete no ensino médio nos Estados Unidos com Avon Old Farms, um internato só para meninos em Avon, Connecticut. Chegando em Connecticut com uma lesão no pé que sofreu no Campeonato Europeu Sub-16, Petrušev perdeu a maior parte da temporada, assistindo aos jogos do banco e supostamente ficando desapontado com o estilo de basquete jogado em Avon, especificamente sua natureza de correr e atirar e estrutura desorganizada. Quando finalmente entrou em campo, porém, ele se adaptou rapidamente ao estilo diferente de jogo, eventualmente passando a apreciar seu ritmo mais rápido, foco no atletismo, bem como ser capaz de esticar a quadra, arremessar de três e ter a bola em suas mãos mais, nada do que ele havia sido exposto no Baskonia ou na seleção nacional sub-16 da Sérvia.
Em julho de 2017, antes de sua temporada sênior, Petrušev foi transferido para a Montverde Academy em Montverde, Flórida, uma escola preparatória privada de esportes profissionais de elite pela qual vários jogadores da NBA passaram.
Em agosto de 2017, ele participou do Basketball Without Borders Europe Camp 16 em Netanya, Israel. Jogando em uma lista liderada pelo prospecto número 1 do país RJ Barrett, bem como pelos principais recrutas Andrew Nembhard e Michael Devoe, Petrušev imediatamente ganhou a confiança do técnico principal da equipe, Kevin Boyle, que imaginou o sérvio de 6' 11" (2,11 m) como um grande moderno (ala-pivô ou centro) que poderia arremessar três e se destacar como um jogador de dentro para fora. Considerado muito magro, o jogador foi simultaneamente submetido a um regime físico para ganhar massa muscular. Petrušev participou do Basketball Without Borders Global Camp em El Segundo, Califórnia, em fevereiro de 2018.

## Carreira universitária
Como calouro, Petrušev teve uma média de 6,5 pontos e 2,7 rebotes por jogo e foi nomeado para o West Coast Conference (WCC) All-Freshman Team. Ele marcou 25 pontos, o recorde de sua carreira, em uma vitória de 110–60 sobre Arkansas–Pine Bluff em 9 de novembro de 2019. Em 21 de dezembro, Petrušev teve 24 pontos e nove rebotes em uma vitória de 112–77 sobre Eastern Washington. Ele foi nomeado para a lista de observação do meio da temporada para o Wooden Award. Petrušev sofreu uma lesão no tornozelo no segundo tempo de um jogo contra BYU em 18 de janeiro de 2020. No final da temporada regular, Petrušev foi nomeado jogador do ano da WCC. Ele teve uma média de 17,5 pontos e oito rebotes por jogo. Após a temporada, Petrušev se declarou para o draft da NBA de 2020.

## Carreira profissional
Em 20 de julho de 2020, Petrušev assinou seu primeiro contrato profissional com a Mega Soccerbet da Liga de Basquete da Sérvia. "Há muita incerteza com a temporada da NCAA", disse ele. "Aqui devo ser capaz de mostrar algumas habilidades que não fui capaz em Gonzaga e melhorar meu estoque de recrutamento." Ele foi nomeado o MVP de outubro da ABA League. Em 8 de novembro, Petrušev retirou-se do draft da NBA de 2020. Ele ganhou os prêmios de MVP da ABA League, Top Prospect da ABA League e Artilheiro da ABA League para a temporada 2020-21.
Em agosto de 2021, tendo sido convocado pela equipe no início do verão, Petrušev se juntou ao Philadelphia 76ers para a NBA Summer League. Em 9 de agosto de 2021, ele fez sua estreia na Summer League em uma vitória por 95-73 contra o Dallas Mavericks, na qual registrou 5 pontos, 4 rebotes e 3 bloqueios em 19 minutos. Em 17 de agosto de 2021, Petrušev assinou um contrato de um ano com o atual campeão da Euroliga, Anadolu Efes, da Superliga Turca.
Juntando-se ao talentoso time liderado por uma dupla de guardas Shane Larkin e o compatriota sérvio de Petrušev, Vasilije Micić, Petrušev começou bem na derrota do jogo de abertura da Euroliga fora de casa para o Real Madrid, sua estreia na Euroliga, com 17 pontos em 16 minutos de ação em 6 de 8 arremessos de quadra. Ele teve mais algumas saídas sólidas durante a primeira metade da temporada que viu o atual campeão Efes lutar com um início de 0–4 antes de finalmente registrar uma vitória na semana 5 em casa para o clube russo UNICS. As dificuldades da equipe continuaram no resto do outono de 2021 com um recorde decepcionante de 9–9 no final de dezembro de 2021, logo após a metade da temporada regular.
O papel de Petrušev diminuiu na segunda metade da temporada regular da Euroliga, quando os veteranos do Efes, Tibor Pleiß e Bryant Dunston, ganharam forma e o técnico Ergin Ataman começou a confiar mais nos veteranos que comandaram o Efes na temporada anterior. Depois de não ter um único minuto de ação na série melhor de cinco das quartas de final dos playoffs contra o Olimpia Milano, Petrušev também não teve tempo de jogo na Final Four em Belgrado, quando o Efes defendeu com sucesso seu título da Euroliga.
Depois de responder à convocação da seleção sérvia para dois jogos de qualificação como parte da terceira janela de qualificação da equipe para a Copa do Mundo no final de junho e início de julho de 2022 (e aparecer apenas no primeiro jogo fora de casa na Letônia, sem pontos e 10 rebotes), Petrušev se juntou ao Philadelphia 76ers em sua participação na Summer League em Las Vegas pelo segundo ano consecutivo no final daquele mês. Expressando o desejo de se juntar aos Sixers imediatamente, ele apareceu em 4 jogos da Summer League para a equipe, com média de 5,5 pontos e 2,3 rebotes. Ele não foi contratado pelos Sixers porque foi considerado ainda não fisicamente pronto para a NBA.
Em 19 de julho de 2022, Petrušev assinou um contrato com o clube de sua cidade natal, o Crvena zvezda. A mudança significou um retorno ao Crvena zvezda para Petrušev, já que ele havia jogado nas categorias de base do clube antes de 2014. Em 34 jogos da EuroLeague, ele teve médias de 10,7 pontos e 5,2 rebotes em 23 minutos por jogo.
Em 3 de maio de 2021, Petrušev declarou-se para o draft da NBA de 2021. Petrušev foi selecionado com a 50ª escolha geral pelo Philadelphia 76ers no Draft da NBA de 2021. Após o draft, Petrušev permaneceu na Europa.
Em 17 de julho de 2023, Petrušev assinou com o Philadelphia 76ers.
Petrušev não só fez sua estreia na NBA, mas também jogou no que se tornou seu único jogo com os 76ers em 29 de outubro de 2023, pegando apenas um rebote em dois minutos e 41 segundos de ação que resultou em uma vitória esmagadora por 126-98 sobre o Portland Trail Blazers.
Em 1 de novembro de 2023, o Los Angeles Clippers adquiriu Petrušev, James Harden e PJ Tucker dos 76ers em troca de Marcus Morris, Nicolas Batum, Kenyon Martin Jr. e Robert Covington. Os Clippers então o negociaram com o Sacramento Kings em 3 de novembro pelos direitos de recrutamento de seu companheiro sérvio e companheiro de equipe na temporada de 2022-23, Luka Mitrović. Em 24 de novembro, Petrušev foi dispensado pelos Kings.

## Carreira na seleção
Petrušev foi um membro da seleção da Sérvia montada pelo técnico Igor Kokoškov para o Torneio de Qualificação Olímpica Masculina da FIBA de 2020, disputado em Belgrado, Sérvia, no final de junho e início de julho de 2021. Sua equipe perdeu para a Itália na final, perdendo assim as Olimpíadas de Verão de 2020. Em quatro jogos do torneio, ele teve a média máxima da equipe de 15,5 pontos, cinco rebotes, 0,8 assistências e um bloqueio máximo da equipe por jogo.
Petrušev representou a seleção masculina de basquete da Sérvia na Copa do Mundo de Basquete FIBA de 2023, sob o comando do técnico Svetislav Pešić. A Sérvia conquistou a medalha de prata, perdendo para a Alemanha no jogo final. Em 6 jogos disputados, ele teve uma média de 8,2 pontos e 3,5 rebotes por jogo. Nos Jogos Olímpicos de Verão de 2024, em Paris, conquistou a medalha de bronze no torneio masculino do basquetebol, após vencer confronto contra a equipe alemã por 93–83 na disputa pelo terceiro lugar.